# Liste der Stolpersteine in Salzgitter
In der Liste der Stolpersteine in Salzgitter werden die vorhandenen Gedenksteine aufgeführt, die im Rahmen des Projektes Stolpersteine des Künstlers Gunter Demnig in Salzgitter verlegt worden sind. Bisher wurden 12 Stolpersteine verlegt.

## Verlegte Stolpersteine
| Adresse           | Stadtteil   | Verlege- datum | Person, Inschrift | Bild | Anmerkung |
| ----------------- | ----------- | -------------- | --- | ---- | --------- |
| Gänsebleek 13     | Salder      | 12. Nov. 2021  | Hier wohnte Arthur Kleeblatt Jg. 1896 unfreiwillig verzogen 1935 Hannover deportiert 1942 Theresienstadt ermordet in Auschwitz                     |      | [ 2 ]     |
| Gänsebleek 13     | Salder      | 12. Nov. 2021  | Hier wohnte Helene Kleeblatt geb. Alexander Jg. 1866 unfreiwillig verzogen 1935 Hannover deportiert 1942 Theresienstadt ermordet 30. 12. 1942      |      |           |
| Gänsebleek 13     | Salder      | 12. Nov. 2021  | Hier wohnte Walter Kleeblatt Jg. 1902 unfreiwillig verzogen 1935 Hannover Flucht 1938 USA                                                          |      |           |
| Gänsebleek 13     | Salder      | 12. Nov. 2021  | Hier wohnte Gretel Kleeblatt geb. David Jg. 1909 unfreiwillig verzogen 1935 Hannover Flucht 1938 USA                                               |      |           |
| Gänsebleek 13     | Salder      | 12. Nov. 2021  | Hier wohnte Edith Hirsch geb. Kleeblatt Jg. 1907 unfreiwillig verzogen 1935 Hannover Flucht 1939 Belgien tot 2. 11. 1941                           |      |           |
| Gänsebleek 13     | Salder      | 12. Nov. 2021  | Hier wohnte Walter Hirsch Jg. 1899 unfreiwillig verzogen 1934 Hannover Flucht 1939 Belgien interniert Drancy deportiert 1942 ermordet in Auschwitz |      |           |
| Gänsebleek 13     | Salder      | 12. Nov. 2021  | Hier wohnte Werner Hirsch Jg. 1934 unfreiwillig verzogen 1935 Hannover Flucht 1939 Belgien versteckt überlebt                                      |      |           |
| Auf der Graube 17 | Engelnstedt | 27. Sep. 2023  | Hier wohnte Walter Traube Jg. 1888 enteignet 1943 interniert Lager 21 Hallendorf deportiert Auschwitz ermordet 6. 12. 1943                         |      |           |
| Auf der Graube 17 | Engelnstedt | 27. Sep. 2023  | Hier wohnte Margarete Traube geb. Sitte Jg. 1895 ausgegrenzt / drangsaliert enteignet 1943 überlebt                                                |      |           |
| Auf der Graube 17 | Engelnstedt | 27. Sep. 2023  | Hier wohnte Gerhard Traube Jg. 1919 enteignet 1943 Zwangsarbeit 1944 Unterweissbach Flucht überlebt                                                |      |           |
| Auf der Graube 17 | Engelnstedt | 27. Sep. 2023  | Hier wohnte Ingeborg Traube Jg. 1922 enteignet 1943 Zwangsarbeit 1945 Greif-Werke Goslar befreit                                                   |      |           |
| Auf der Graube 17 | Engelnstedt | 27. Sep. 2023  | Hier wohnte Jutta Traube Jg. 1924 enteignet 1943 Zwangsarbeit 1945 Greif-Werke Goslar befreit                                                      |      |           |